# لاسية الشكل
لاسية الشكل (الاسم العلمي: Lasimorpha senegalensis)، جنس نباتات مُزهرة من فصيلة اللوفية. الجنس يتكون من نوع وحيد وهو لاسية الشكل السنغالية. هذا النوع موطنه غرب ووسط إفريقيا، من ليبيريا شرقًا إلى تشاد وجنوبًا إلى أنغولا